# Elaeagnus infundibularis
Elaeagnus infundibularis là một loài thực vật có hoa trong họ Elaeagnaceae. Loài này được Momiy. mô tả khoa học đầu tiên năm 1973.